# Wilhelm Gauger (Oberamtmann)
Wilhelm Gauger (* 26. Oktober 1860 in Oberderdingen, Oberamt Maulbronn; † 13. April 1947 in Tübingen) war ein württembergischer Oberamtmann.

## Leben und Werk
Wilhelm Gauger war der Sohn eines Lehrers. Er studierte Jura in Tübingen. Seit dem Wintersemester 1880/81 war er Mitglied der Studentenverbindung Turnerschaft Hohenstaufia Tübingen. Nach Ablegen der Höheren Verwaltungsdienstprüfungen 1884 und 1885 begann er seine berufliche Laufbahn als Amtmann beim Oberamt Neresheim und beim Oberamt Göppingen. Ab 1894 war er Kollegialhilfsarbeiter bei der Regierung des Neckarkreises in Ludwigsburg und bei der Ministerialabteilung für das Hochbauwesen. Nach kurzzeitigen Einsätzen als Amtsverweser in Brackenheim und Aalen trat er 1897 seine erste Stelle als Oberamtmann und Amtsvorstand beim Oberamt Maulbronn an. 1905 wurde er als Amtsvorstand zum Oberamt Kirchheim versetzt. 1928 ging er in den Ruhestand.